# Microplitis infula
Microplitis infula är en stekelart som först beskrevs av Kotenko 1994.  Microplitis infula ingår i släktet Microplitis och familjen bracksteklar. Inga underarter finns listade i Catalogue of Life.